# Павел Грамадов
Павел Петров Грамадов, известен като капитан Павел Кьорчоолу, е български революционер от XIX век, сподвижник на Георги Раковски.

## Биография
Роден е в 1822 година в търновското село Арбанаси. Брат му Спиридон Грамадов е учител и народен представител в Учредителното събрание. Заселва се в Цариград, където се сближава с Георги Раковски. Преди началото на Кримската война в 1853 година Раковски го изпраща в Македония – в Зографския манастир и Солун, за да организира въстание във връзка с гръцките революционери, което да избухне заедно с планираното въстание в Северна България.
Участва във войната като командир на българска доброволческа рота. След войната се установява в Болград и продължава да поддържа тесни контакти с Раковски. През 1860 година е назначен от настоятелството на Болградската гимназия за инспектор на българските начални училища в Румънска Бесарабия, но скоро е отстранен, тъй като румънските власти смятат, че настоятелството е превишило правата си. Участва в организирането на Първата българска легия, като обикаля България и Влашко и отива до Цариград. Член е на Тайния централен български комитет и на Одеското българско настоятелство. Поддържа контакти със славянофилските среди. Умира в Бесарабия в навечерието на Руско-турската война.